# Piotr Gamrat

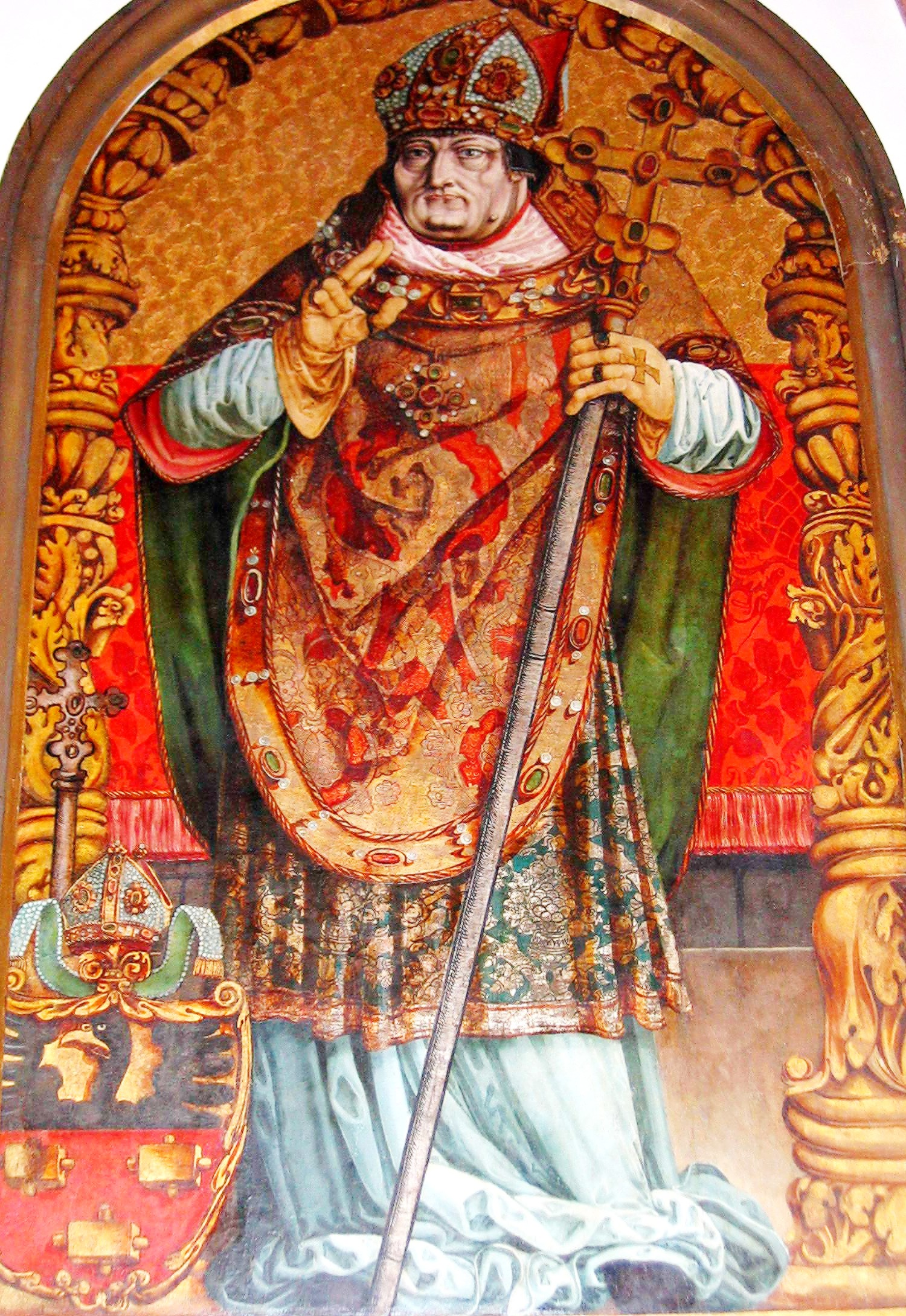
Gemalt von Stanisław Samostrzelnik

Piotr Gamrat Herb Sulima (* 1487 in Samoklęski; † 27. August 1545 in Krakau) war der Erzbischof von Gniezno sowie Primas von Polen.

## Leben
Er war wahrscheinlich der ältere Bruder von Jan Gamrat. Er studierte in Krakau und Rom. Nach seiner Rückkehr nach Polen-Litauen machte er Dank der Unterstützung durch die Königin Bona Sforza in der katholischen Kirche Karriere. 1531 wurde er schließlich zum Bischof von Kamieniec berufen. Er übte das Amt nicht aus. 1535 wurde er zum Bischof von Przemyśl, 1537 zum Bischof von Płock, 1538 zum Bischof von Krakau und schließlich 1541 Erzbischof von Gnesen und Primas von Polen. Er war ein entschiedener Befürworter der Gegenreformation und der Reform der Kirchenverwaltung in Polen-Litauen. Er selbst führte jedoch einen weltlichen Lebensstil, was ihm zahlreiche politische Feinde einbrachte. Ab 1540 war Martin Cromer sein Privatsekretär. Er war ein Mäzen von Künstlern und Humanisten. Er selbst war ein leidenschaftlicher Kunst- und Literatursammler. Er wurde unter der nach ihm benannten Gamrat-Kapelle an der Wawel-Kathedrale bestattet.

## Nachweise
- Piotr Nitecki, Biskupi Kościoła w Polsce w latach 965–1999. Słownik biograficzny, wyd. II, popr. i uzupeł., Warszawa 2000, S. 108–109. ISBN 83-211-1311-7.

| Personendaten    | Personendaten                                              |
| ---------------- | ---------------------------------------------------------- |
| NAME             | Gamrat, Piotr                                              |
| KURZBESCHREIBUNG | polnischer Erzbischof, Primas und Humanist der Renaissance |
| GEBURTSDATUM     | 1487                                                       |
| GEBURTSORT       | Samoklęski                                                 |
| STERBEDATUM      | 27. August 1545                                            |
| STERBEORT        | Krakau                                                     |